# Ophidion lozanoi
Ophidion lozanoi är en fiskart som beskrevs av Matallanas, 1990. Ophidion lozanoi ingår i släktet Ophidion och familjen Ophidiidae. Inga underarter finns listade i Catalogue of Life.